# New York City Center
El New York City Center  es un teatro histórico ubicado en Nueva York, Nueva York. El New York City Center se encuentra inscrito  en el Registro Nacional de Lugares Históricos desde el 7 de septiembre de 1984. Knowles, Harry Percy fue el arquitecto del New York City Center.